# Сусаніно (Ленінградська область)
Сусаніно (рос. Сусанино) — селище у Гатчинському районі Ленінградської області Російської Федерації.
Населення становить 2560 осіб. Належить до муніципального утворення Сусанинське сільське поселення.

## Географія
Населений пункт розташований на південній околиці міста Санкт-Петербурга.

## Історія
Згідно із законом від 16 грудня 2004 року № 113—оз належить до муніципального утворення Сусанинське сільське поселення.

## Населення
| 1862  | 1935  | 1990  | 1997  | 2007  | 2009  | 2010  |
| ----- | ----- | ----- | ----- | ----- | ----- | ----- |
| 10    | ↗1884 | ↗2992 | ↘2391 | ↘2100 | ↘2010 | ↗2326 |
| 2017  |       |       |       |       |       |       |
| ↗2560 |       |       |       |       |       |       |